# Liste des épisodes de Foster, la maison des amis imaginaires

Cet article liste les épisodes de la série d'animation intitulée Foster, la maison des amis imaginaires diffusée sur la chaîne télévisée Cartoon Network.

## Épisodes

### Première saison (2004)
1. La Maison de Bloo - 1re partie (House of Bloo's - Part 1)
2. La Maison de Bloo - 2e partie (House of Bloo's - Part 2)
3. La Maison de Bloo - 3e partie (House of Bloo's - Part 3)
4. Le Jour du règlement dernier (Busted)
5. Faim de B... loo (Dinner is Swerved)
6. Journée d'adoption (Adoptcalypse Now)
7. Panique au centre commercial (Store Wars)
8. Bououou !! (Bloooooo!)
9. Liberté pour les gribouillis (The Trouble With Scribbles)
10. Terrence voit rouge / Téléphone Maison (Seeing Red / Phone Home)
11. Lapinou.com (World Wide Wabbit)
12. Myrtille (Berry Scary)
13. Qui a laissé entrer les chiens? (Who Let the Dogs In?)

### Deuxième saison (2005)
1. Une fête improvisée (Partying is Such Sweet Soireé)
2. La Folie du bowling (The Big Lablooski)
3. Wilt, l'ami qui dit toujours oui / Bendy, le bandit (Where There's A Wilt, There's A Way / Everyone Knows It's Bendy)
4. Rien ne vaut les yeux d'un ami / Les Bloo's Brothers (Sight for Sore Eyes / Bloo's Brothers)
5. Opération Cookie (Cookie Dough)
6. Frankie chérie (Frankie, My Dear)
7. Mac Papa (Mac Daddy)
8. Un éléphant ça couine énormément (Squeakerboxxxx)
9. Le Nouveau (Beat With A Schtick)
10. Le Parfum de la gloire (Sweet Stench of Success)
11. Cool ou pas cool (Bye Bye Nerdy)
12. Bloo Reporter (Bloo Done It)
13. Drôle de couple (My So-Called Wife)

### Troisième saison (2005-2006)
1. Le Combat des monstres (Eddie Monster)
2. Le Hoquet... C'est ok (Hiccy Burp)
3. À bon campeur, rien d'impossible (Camp Keep A Good Mac Down)
4. La Duchesse pot de colle (Duchess of Wails)
5. Imaginaire ou non (Imposter's Home For Um... Make 'Em Up Pals)
6. Voyage en Europe (Foster's Goes to Europe)
7. Tout doux Goo (Go Goo Go)
8. Le crime ne paie pas (Crime After Crime)
9. Au pays des puces (Land of the Flea)
10. Pas de doute, c'est le Père Noël ! (A Lost Claus)
11. Bloo fait son cinéma (One False Movie)
12. Élection (Setting a President)
13. La chambre libre (Room With a Feud)
14. Jeu des cartes, Jeu des vilains (Cuckoo for Coco Cards)
15. Le défi des super amis (Challenge of the Superfriends)

### Quatrième saison (2006)
1. La photo mystère (The Big Picture)
2. Une journée de dingue (Squeeze the Day)
3. Charmants voisins (Neighbor Pains)
4. Soirée pyjama (Infernal Slumber)
5. Surprise (I Only Have Surprise For You)
6. Zéro de conduite (Bus the Two of Us)
7. Le grand cheese (The Big Cheese)
8. Bloo, le boss (Bloo's the Boss)
9. Liberté,fraternité et arnaque (Emancipation Complication)
10. Sur la piste de Wilt - 1re Partie (Good Wilt Hunting - Part 1)
11. Sur la piste de Wilt - 2e Partie (Good Wilt Hunting - Part 2)
12. Pour de faux (Make-Believe it or Not)
13. Quand faut y aller, faut y aller

### Cinquième saison (2007-2008)
1. La ruée vers l'or
2. Deux par deux
3. Sacré vieux Bloo
4. La patate et le cristal de pouvoir (The Bloo Superdude and the Magic Potato of Power!)
5. Flop Star (Schlock Star)
6. Mariée de malheur (The Bride to Beat)
7. Le prix de l'amitié
8. Cauchemar au foyer
9. Le dernier tango chez Foster
10. Le héros
11. On a toujours besoin d'un petit pois (The Little Peas)
12. Un lapin nouveau (Let Your Hare Down)
13. Jackie Khones et l’affaire de la bibliothèque (Jackie Khones and the Case of the Overdue Library Crook)

### Sixième saison (2008-2009)
1. La grande vie
2. Le piégeur piégé
3. Concours vidéo (Pranks for Nothing)
4. La course ou la vie (Race for Your Life Mac & Bloo)
5. Bloo Superbloo et la folle cérémonie du grand créateur de toutes les choses à laquelle il n'est pas invité
6. Le défi
7. Le courrier
8. La réception
9. Au revoir Bloo (Goodbye to Bloo)

Film : Destination Imagination